# 직류전용차
직류전용차는 직류만을 사용하여 움직이는 전기기관차와 전동차를 가리키는 단어이다.

## 설명
직류전용차는 직류만을 이용하여 움직이는 전동차이기 때문에 교류 구간에서 필요한 장치인 교류의 변압기가 없으며 주회로차단기(MCB)도 오직 직류 구간만 운영이 되게 설정되어 있다. 그래서 직류전용차는 교직겸용차와 교류전용차와 달리 교류 구간을 운행하는 것은 불가능하다. 대한민국에서 운영하는 지하철의 경우는 특수한 경우를 제외하면 모두 직류 구간으로 전철화가 되어있기 때문에 한국철도공사나 서울교통공사에서 운영하는 전동차의 일부를 제외하곤 대부분의 전동차들은 직류전용차인 전동차들이다. 그외의 외국에서도 지하철로 운영되는 전동차들은 대체적으로 직류전용인 전동차들이 대다수를 차지하며 교류 구간으로 전철화된 철도가 없는 국가에서는 전기기관차도 직류전용차로 운행하게 된다.

## 같이 보기
- 전기기관차
- 전동차
- 기차
- 교직겸용차
- 교류전용차
- 교류
- 직류
- 전기